# Спенс, Джеймс
Джеймс Ф. Д. Спенс (англ. James F. D. Spence; 2 октября 1875, Лит — 20 февраля 1946, Haymarket) — британский яхтсмен, серебряный призёр летних Олимпийских игр 1908 года
На Играх 1908 года в Лондоне Спенс в составе команды Mouchette соревновался в классе 12 м. Его команда дважды приходила к финишу второй, заняв в итоге второе место. Тогда серебряные медали получили только рулевой и помощник команды, а остальные участники только бронзовые медали, однако в официальной олимпийской базе данных Спенсу приписывают получение серебряной медали.